# Álvaro Ojeda (escritor)
Álvaro Ojeda (Montevideo; 1 de abril de 1958) es un poeta, periodista, cuentista, letrista, crítico y novelista uruguayo.

## Biografía
Su obra ha sido publicada en diversas revistas literarias de Argentina, Colombia, España, México, Hungría y Polonia. Junto con Silvia Guerra realizó una muestra de la poesía uruguaya actual para la revista Ruptures de Montreal, Canadá (1995). Se desempeñó como colaborador del suplemento cultural de la revista literaria Hermes Criollo, Cuadernos de Marcha, la revista de la Academia Nacional de Letras del Uruguay, y del apartado cultural Culturas y del diario El Observador de Montevideo. Actualmente colabora con el semanario Brecha, y con el suplemento Cultural, del diario El País de Montevideo, así como la revista Malabia de España.
Fue jurado de diversos concursos literarios, destacando el concurso de la última Feria Nacional de Libros y Grabados (1995), en poesía y narrativa.
Representó al Uruguay como expositor invitado en varios encuentros y congresos literarios a nivel internacional, destacando la Feria Internacional del Libro de Buenos Aires en 2006.
Cocondujo junto a Luis Bravo, un pequeño ciclo radial para Joventango, a principios de la década de 1990. De 2005 a 2007, se desempeñó como columnista del programa literario de radiodifusión nacional del SODRE, CX-26, Sopa de letras. Es miembro fundador de la Casa de los Escritores del Uruguay.
En 2008, su novela La fascinación, fue seleccionada como una de las diez finalistas del Premio Iberoamericano Planeta-Casa de América de Narrativa.

## Obras

### Poesía
- Ofrecidos al mago sueño (Ediciones de la Banda Oriental, Montevideo, 1987)
- En un brillo de olvido (Ediciones de la Banda Oriental, Montevideo, 1988)
- Alzheimer (Ediciones de Uno, Montevideo, 1992)
- Los universos inútiles de Austen Henry Layard (Ediciones del Último Reino, Buenos Aires, 1996)
- Esta mano podría condenar a Marat (editado de manera virtual en Suplemento Cultural de El Derecho Digital, Montevideo)
- Substancias de Calcedonia (Revista Artefacto Literario, Montevideo, 2002)
- Luz de cualquiera de los doce meses (Civiles Iletrados, Montevideo, 2003)
- Elibúfero - [inédito]
- Para la ocasión de crearse el rocío - [inédito]
- Una celada para Philip Marlowe - [inédito]
- Cul-de-Sac (Artefato, Montevideo, 2004)
- Toda sombra me es grata (Artefato, Montevideo, 2006)
- Aceptación de la tristeza (Estuario Editora, con el apoyo de la Fundación Mario Benedetti, Montevideo, 2011)
- Desnudo (Melón Editora, Buenos Aires, 2012)
- Criaturas abandonadas (Trópico Sur Editor, Maldonado, 2013; Melón Editora, Buenos Aires, 2013)
- Esta mano podría condenar a Marat (editorial lisboa, Buenos Aires, 2017)
- Maratón de series (Editorial Yaugurú, Montevideo, 2022)

### Narrativa
- El hijo de la pluma (novela, Editorial Planeta, Montevideo, 2004)
- La fascinación (novela, Editorial Planeta, Montevideo, 2008)
- Máximo (novela, Editorial Planeta, Montevideo, 2010)
- La mula (novela, Estuario Editora, Montevideo, 2014)
- Congoja (novela, Estuario Editora, Montevideo, 2017)
- Misantropía (novela, Estuario Editora, Montevideo, 2022)

## Premios
- 1982 - Mención en el Concurso '12 de octubre', organizado por la Embajada de España en Uruguay.
- 1983 - Mención en el concurso de la Casa del autor nacional.
- Mención en el Segundo Concurso de poesía ciudadana de Joventango.
- 1989 - Primer Premio del Concurso Cuadernos de Marcha.
- 2008 - Clasificado entre los diez finalistas del II Concurso 'Casa de América', de Narrativa 2008, por la novela La fascinación.
- 2012 - Primer Premio de los Premios Anuales de Literatura del MEC.
- 2017 - Premio Morosoli de Plata (Poesía).